# Azóia de Baixo
Azóia de Baixo est une ancienne freguesia portugaise située dans le District de Santarém.
Avec une superficie de 4,45 km2 et une population de 278 habitants (2001), la paroisse possède une densité de 62,5 hab/km2.

## Histoire
La loi no 11-A/2013 du 28 janvier 2013, portant réorganisation administrative du territoire des freguesias, fusionne Azóia de Baixo avec les paroisses voisines d’Achete et Póvoa de Santarém. La nouvelle paroisse prend le nom d’União das Freguesias de Achete, Azoia de Baixo e Póvoa de Santarém et son siège est fixé à Achete.